# Есжанов, Бейбут Беркутович
Бе́йбут Бе́ркутович Есжа́нов (род. Кокшетау) — советский боксёр, чемпион и призёр чемпионатов СССР, бронзовый призёр чемпионата Европы 1983 года, серебряный призёр Кубка мира 1987 года, мастер спорта СССР международного класса. Выступал в весовых категориях до 48 и 51 кг. Тренировался под руководством Леонида Тлеубаева. Старший тренер команды «Астана Арланс».

## Спортивные результаты
- Чемпионат СССР по боксу 1984 года — ;
- Чемпионат СССР по боксу 1986 года — ;
- Чемпионат СССР по боксу 1987 года — ;